# アルバート・アナスタシア
アルバート・アナスタシア (英語: Albert Anastasia, 1902年2月26日 - 1957年10月25日) はアメリカのイタリア系犯罪組織マフィア(コーサ・ノストラ)のボス。マーダー・インクの副頭領。本名はウンベルト・アナスタージオ (イタリア語: Umberto Anastasio) 。
ラッキー・ルチアーノ、フランク・コステロ、ジョー・アドニスらと共にニューヨーク・マフィアの黄金時代を築いた。

## 来歴

### アメリカ密入国
カラブリア州のトロペーアに9人兄弟の一人として生まれた。1917年にアメリカ合衆国に密入国してニューヨークのブルックリンに定住した。遅れて彼の弟2人も密入国した。

### 港湾組合
移住してすぐブルックリン臨海区の荷役労働者になった。1920年にジョー・トリノという波止場の同僚と船の荷卸しを巡って口論になり、ナイフで刺して首を絞めて殺害した。翌年逮捕されて死刑を宣告され、シン・シン刑務所に送られた。独房で死刑待ちの日々を送ったが、2年後の再審で証人が証言を翻したり姿を消したため死刑が撤回され、無罪釈放された。
1920年代前半、カラブリア系のビアッジョ・ジオルダーノのギャング団に属し、パレルモ系マフィアのジョゼフ・ブサルドと酒の密輸の縄張りを巡って流血抗争に発展した。ブサルド派を殺害した容疑で警察にマークされた。1923年4月、車を走行中に待ち伏せしていた敵方に狙撃され、重傷を負った（同乗のジオルダーノが死亡）。
やがてフランキー・イェールの子分ヴィンセント・マンガーノの下で労働者へ恐喝やゆすり、貨物の横流しなどを行った。国際港湾労働組合ILAを隠れ蓑にその副支部長に弟のアンソニーが就任すると「殺人チーム」を結成し、ブルックリンの波止場を武力で支配した。組合の名を借りて港の労働者と経営者の双方から金をしぼりとった。
1920年代後半から1930年代初めにかけて、南ブルックリンの縄張りを巡ってパレルモ系のジョゼフ・プロファチ勢力と争った（後に和解）。組合内ではライバルだった同じカラブリア勢のギャングを葬り、マンガーノ組織の上位に登り詰めた。1929年5月、マンガーノらと全米のギャングの大集会、アトランティック会議に参加した。
マンガーノがジョー・マッセリア配下になり、マッセリア一家の幹部だったラッキー・ルチアーノと親しくなった。またフランク・コステロらと知り合った。言い伝えでは1931年4月、ヴィト・ジェノヴェーゼ、ジョー・アドニス、ベンジャミン・シーゲルらと共にコニーアイランドのイタリアレストランでマッセリアを銃殺したとされる。

### 五大ファミリー発足
1931年9月、サルヴァトーレ・マランツァーノ暗殺後の五大ファミリーの再編でマンガーノ一家配属となった。マンガーノはアナスタシアを副ボスに据えたが、ルチアーノと親交がある故の政治工作と見られた。イタリア人-ユダヤ人連合の暗殺執行機関マーダー・インクの副頭領となり、数多くの処刑業務に関わった。
1935年、マフィア狩りの検察官トーマス・デューイへの対応を巡って意見が割れた時、暗殺に賛成し、暗殺の実地検証をするためデューイを尾行した。暗殺は実行可能と報告したが、デューイの暗殺は行われなかった。1941年、アナスタシアの過去の殺人行為を証言するはずだった元マーダー・インクの密告者エイブ・レルズが証言の当日朝にホテル6階から転落死したため、訴追を免れた。警察は自殺と処理した。

### 陸軍の教官
1942年、捜査逃れのためアメリカ陸軍に入隊し、波止場の経験を重宝されてペンシルバニアで教育士官を務めた。翌年、この教育現場での功績が認められ、過去の犯罪歴を隠した書類審査を経て、徴兵期間中に市民権を得た。1946年12月、全米ギャングが集結したキューバのハバナ会議に参加した（マンガーノ兄弟は欠席）。ルチアーノ一家との横の連携が強く、ボスのマンガーノとは次第に不和となった。

### ボス就任
1951年4月、ボスのヴィンセント・マンガーノが行方不明となり、一家の相談役だった弟のフィリップ・マンガーノがシープスヘッドの沼地で遺体で発見された。アナスタシアはコミッションの席上マンガーノが自分を殺そうとしていたと釈明したが、殺害は否定した。アナスタシアが殺したことを疑う者はなかったが、正式に彼のボス就任が認められた。五大ファミリーのボスの一人トミー・ガリアーノが同年2月に病死したため、マンガーノが行方不明になった時点で五大ファミリーのボスは一時的に3人だけだったと見られる。コステロは、アナスタシアの掟破りのボス殺しを事前に了解していたと見られ、ボナンノは不干渉主義を貫き、アナスタシアのボス就任に反対しうるのはプロファチだけとなった。コステロがマンガーノ殺しを認めたのはライバルのジェノヴェーゼに対抗して味方陣営を強化するためと言われた。アナスタシアは一家の古参幹部フランク・スカリーチェを副ボスに据えた。
1951年10月、コステロ一家の副ボス、ウィリー・モレッティの粛清が決められたとき、暗殺を請け負い、暗殺チームを手配した。

### 脱税告発と証人失踪
1954年、脱税容疑で告発された。アナスタシアの元用心棒ヴィンセント・マクリが税務当局の求めに応じて脱税の証言をする予定だったが法廷に現れず、のちブロンクスの自分の車の中で死体で発見された。
1947年、アナスタシアはフォート・リーのハドソン川ほとりのパリセーズに34部屋と5つのバスの豪邸を建てた。鏡付の大理石テーブルやグランドピアノ、壁にはローマ剣闘士の肖像画が飾ってあった。この豪邸がニューアークの検察当局の関心を引き、1955年に脱税で起訴した。彼らの頼みで、証言する予定だった建築業者は一回目の公判が終わった後、身の安全を考えてフロリダに移住していたが、家に大量の血痕を残して妻と共に行方不明になった。脱税の証言者がいなくなり、アナスタシアは放免された。また移民管理局により不法入国の嫌疑を受けるが裁判で巻き返し、1956年、訴状は却下され放免された。
ボス就任後は独裁的な振る舞いが目立ち始め、他のボスに疎んじられることが多くなった。1950年代後半、マイヤー・ランスキーのキューバの賭博ビジネスに割り込もうとトラフィカンテJr.に乗っ取りをけしかけ、トラフィカンテJr.がこれをランスキーに密告した為仲は険悪となり、更にランスキーに断られると無断でキューバ進出の準備を始めたとされる。後年政府の密告者に転じたジョセフ・ヴァラキによれば、この頃アナスタシアは競馬の賭けで負け続けて大金を失い、予見不可能な行動をするようになったという。

### 理髪店の虐殺
1957年5月、盟友のコステロがジェノヴェーゼ配下のヴィンセント・ジガンテに狙撃された。同年6月、副ボスのスカリーチェが果物屋で買い物しているところを2人のヒットマンに暗殺されると、カルロ・ガンビーノを副ボスに据えた。コステロは襲撃を受けて引退を決意していたが、アナスタシアはコステロ襲撃を首謀した副ボスのジェノヴェーゼのボス就任を阻止しようとボス外交に奔走したとされる。
1957年10月25日、マンハッタンのパーク・シェラトン・ホテル（現在のパーク・セントラル・ホテル）で、用心棒をホテルの地下駐車場に残し、理髪店で蒸しタオルで顔を覆っているところを突然踏み込んだ覆面の2人に5発の銃弾を浴び、即死した。
首謀者はジェノヴェーゼとガンビーノ、暗殺者と目されるジョーイ・ギャロを選定したジョセフ・プロファチへの仲介にランスキーやプロファチと提携関係にあったトラフィカンテJr.が動いたという説やガンビーノ指示によりジョー・ビオンドが殺人チームを作ったなどの説がある。アナスタシアと提携関係を築いていたプロファチが暗殺に手を貸すのはおかしいとする見方その他多くの異論がある。
暗殺の前日トラフィカンテJr.とハバナのカジノの話をしていた、またはキューバ政府代表と接触していた、などのゴシップがある。キューバ利権をめぐる対立の他ジェノヴェーゼとカジノ利権で小競り合いを起こし、ルッケーゼ一家のジョニー・ディオとガーメント地区の組合支配で対立し、ブルックリン臨海区に進出したアイルランド系ギャングと争うなど、その権威の強大化に伴い、敵も多くなったと見られる。
警察は、ジェノヴェーゼとガンビーノが首謀したとみて、暗殺時いなかったボディガードのアンソニー・コッポラ、理髪店でアナスタシアの隣の椅子に座っていたとされる一家のジェームス･"ジェローム"・スキランテをはじめ多くの人間をリストアップしたが、捜査は行き詰まり犯人を挙げられなかった。
暗殺翌日のタブロイド誌に「死刑執行人が死刑に処された」という皮肉を込めた見出しが踊った。若い頃に死刑待ちでシン・シン刑務所の独房で過ごした過去から、「電気椅子を逃れた男の最後は理髪屋の椅子だった」とも言われた。
ひっそりと行われた葬式に訪れる人は少なく、警察が確認できたマフィア関係者はピサノ(アンソニー・カルファノ）1人だった。

### 暗殺後
一家はカルロ・ガンビーノが引き継いだ。暗殺後は一家内のアナスタシア忠誠派を中心に復讐の動きがあったとされる。ガンビーノはアナスタシア忠誠派のアニエロ・デラクローチェを副ボスに格上げすることでジェノヴェーゼへの不満を懐柔したと噂された。

## エピソード
- 1921年から1954年の間に少なくとも10回の逮捕歴があり、そのうち5回が殺人容疑だった。

- マンガーノ兄弟を消して一家のボスになった時、ボスの間で不穏な空気が漂ったがジョゼフ・ボナンノは原則として他のファミリーの内輪の出来事に干渉しないと説き伏せた。アナスタシアは息子のビル・ボナンノに自分のファミリーに入ってもかまわないと言った。しかしジョゼフが丁重に断って、ビルはボナンノ・ファミリーに入った。

- 1952年、銀行強盗のTVニュースを聴いていたアナスタシアは強盗の逮捕に協力したとされる目撃者のインタビューを聞くに及んで、「I can't stand squealers!」（俺はタレコミ屋どもが大嫌いなんだ！）と叫んだ後、部下を使いその男を殺害したとされる[注釈 3]。その行動は暗黒街の掟ではルール違反であった。

- 1957年、ジェノヴェーゼがジガンテを使いコステロを狙撃したとき、怒り心頭のあまり、プロファチとジョゼフ・ボナンノを訪れてジェノヴェーゼを組織から排除したいと告げたという。

- 1962年頃、ジェノヴェーゼに殺されることを疑心暗鬼してFBIに接触した弟のアンソニーは「兄とは同じところからやってきて同じ釜の飯を食ってきた。でも兄は人を沢山殺した。殺されても仕方なかった」とFBIに語った[15]。カルロ･ガンビーノのことを終始「あの野郎（that Guy）」と言い、名前で呼ばなかったという。

- 当時のギャングの中でも凶暴さと残忍さで際立ち、特に自らの素手で殴り殺すのが好きだったといわれている。"マッドハッター"の異名で恐れられたが、ニュージャージの自宅に戻ると行儀正しい一般人に変貌し、隣人に愛嬌を振りまいた[注釈 4]。

- 背が高く運動選手のような身体をしていて肩幅も広かったが、太っていたわけではなく、かつて軍で体育の教官をしており、本人もそれを自慢にしていた。

## 娯楽、社会への影響等
- アナスタシア暗殺はマフィア史上最も有名なものの一つで、後に映画『ゴッドファーザー』でラスベガスのギャングのモー・グリーン（ただし、グリーンのモデルはベンジャミン・シーゲル）が殺害された情景はこの暗殺事件をモチーフにしていると言われる。

- 暗殺時にアナスタシアが理髪店で座っていた椅子はオークションにかけられ、7000ドルで売却された。2012年よりラスベガスのマフィア博物館（Mob Museum）に展示されている。